# Veten (Borg-Massiv)
Veten (norwegisch für Steinbake) ist ein 2123 m hoher Berg im ostantarktischen Königin-Maud-Land. Im Borg-Massiv ragt er 3 km nordwestlich des Bergs Høgskavlen auf.
Norwegische Kartografen, die auch die Benennung vornahmen, kartierten den Berg anhand von Vermessungen und Luftaufnahmen der Norwegisch-Britisch-Schwedischen Antarktisexpedition (1949–1952).